# HD 180782
HD 180782，又名BD+01 3960，SAO 124478、HR 7313，是一颗恒星，视星等为6.19，位于銀經37.76，銀緯-4.93，其B1900.0坐标为赤經19h 12m 45.1s，赤緯+1° -4.93′ 10″。